# Ormuz Kuixanxa
Ormuz Kuixanxa (Hormozd Kušānšāh) fou un príncep sassànida que va governar la regió anomenada Kušān, al nord-est de l'imperi, que havia estat la terra dels kuixans. Dos personatges del mateix nom van governar la regió. El primer fou un fill de Bahram I, que és conegut per les seves monedes de coure i plata encunyades a Kabul, Balkh, Herat i Merv.
Es coneixen tres tipus de monedes en les què apareix vestit a la guisa kuixan (sacrificant en un altar i amb la deïtat Oēšo/Siva al revers), a la manera sassànida (amb el revers com els altres models) i un tercer tipus només amb la cara també en l'estil sassànida (i el mateix revers). A les monedes s'hi llegeix "Ōxromozdo aozorko košano šao (o šauano šao)" que vol dir "Ormuz Gran Rei (o Rei de Reis) de Kušān/Kuixan" en grecobactrià; en altres la inscripció és "mzdysn bgy ʾwḥrmzdy RBʾ kwšʾn MLKʾN MLKʾ " que vol dir "La Majestat que adora Mazda, Ormuz Rei de Reis de Kušān”; aquest títol expandit indicaria que Ormuz s'havia fet independent com a rei de Kuixan.
És difícil situar-lo cronològicament. Alguns historiadors, basats en les monedes, pensen que van regant entre els regnats d'Ormuz II i Sapor II. No obstant, uns altres el lliguen amb els primers reis sassànides. És probable que aquesta última sigui la versió correcta. Al Panegyrici Latini (poc després del segle III) s'esmenta una revolta recent d'un tal Ormis (Ormisdes/Ormuz) contra el seu germà Bahram II, assegurant que havia tingut el suport dels saccis (saces o sakastanis), dels ruffis o cussis (“Kušāns”), i dels gellis (Ḡēls); fets que haurien esdevingut el 279 o el 291. Vopiscus a la Vita Cari informa que quan l'emperador Car va envair Pèrsia el 283, el regne persa estava afectat per una guerra civil que va facilitar molt la tasca de Car; el qual va arribar fins a Ctesifont (i la va ocupar), morint allí de manera misteriosa. Eutropi afegeix que Car va començar la seva campanya quan va saber d'una revolta a Pèrsia. Això situaria Ormuz Kuixanxah governant del 270 al 290 probablement. La revolta va ser sufocada finalment per Bahram I, que va regnar fins al 293. Agaties assenyala que Bahram I va sotmetre els saces ("sakastanis") i va acabar nomenant el seu propi fill Sakānšāh (Sacanxa, a les fonts clàssiques Sagansaa). Si va quedar alguna resistència al tomb del 300, ja havia estat eliminada; doncs en aquell moment s'informa de la instal·lació d'un sàtrapa a Balkh.
Un possible altre personatge amb el mateix nom, apareix en algunes monedes; a diferència de l'anterior, tot i portar el mateix nom, porta una corona d'àliga molt similar a la rel rei Ormuz II. Hauria estat nomenat com a governant de la zona poc abans del 300 i hauria governat a l'entorn del 295 fins al 300.